# Glabela
En anatomía humana, la glabela es el área situada entre las dos cejas y por encima de la nariz, es decir, en la parte inferior del hueso frontal, entre los dos arcos superciliares.  Se emplea como punto antropométrico de referencia, definiéndose como el punto más prominente y anterior a nivel de la zona superior de las órbitas o como el punto craneométrico situado sobre el hueso frontal y que corresponde al entrecejo. Etimológicamente, el término procede del latín glabellus (sin pelo).

## Reflejo glabelar

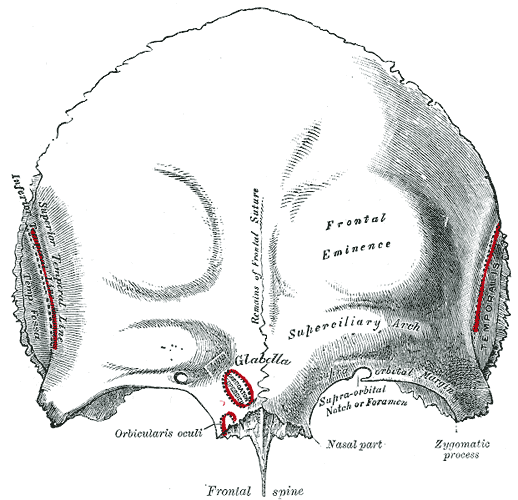
Glabela en el cráneo humano.

El reflejo glabelar o reflejo nasopalpebral consiste es el cierre ocular que se produce al golpear suavemente con el martillo de reflejos en el espacio interciliar (glabela). Es una respuesta fisiológica normal que tiene lugar por la contracción simultánea del músculo orbicular de los párpados de ambos lados. Cuando la respuesta es persistente, constituye un signo médico que se llama signo de Myerson en honor del neurólogo Abraham Myerson, el cual realizó su descripción. Este signo médico puede indicar la existencia de algunos procesos patológicos, entre ellos la enfermedad de Parkinson. 

## Trilobites
En los trilobites, se denomina glabela a la porción central del cefalón.

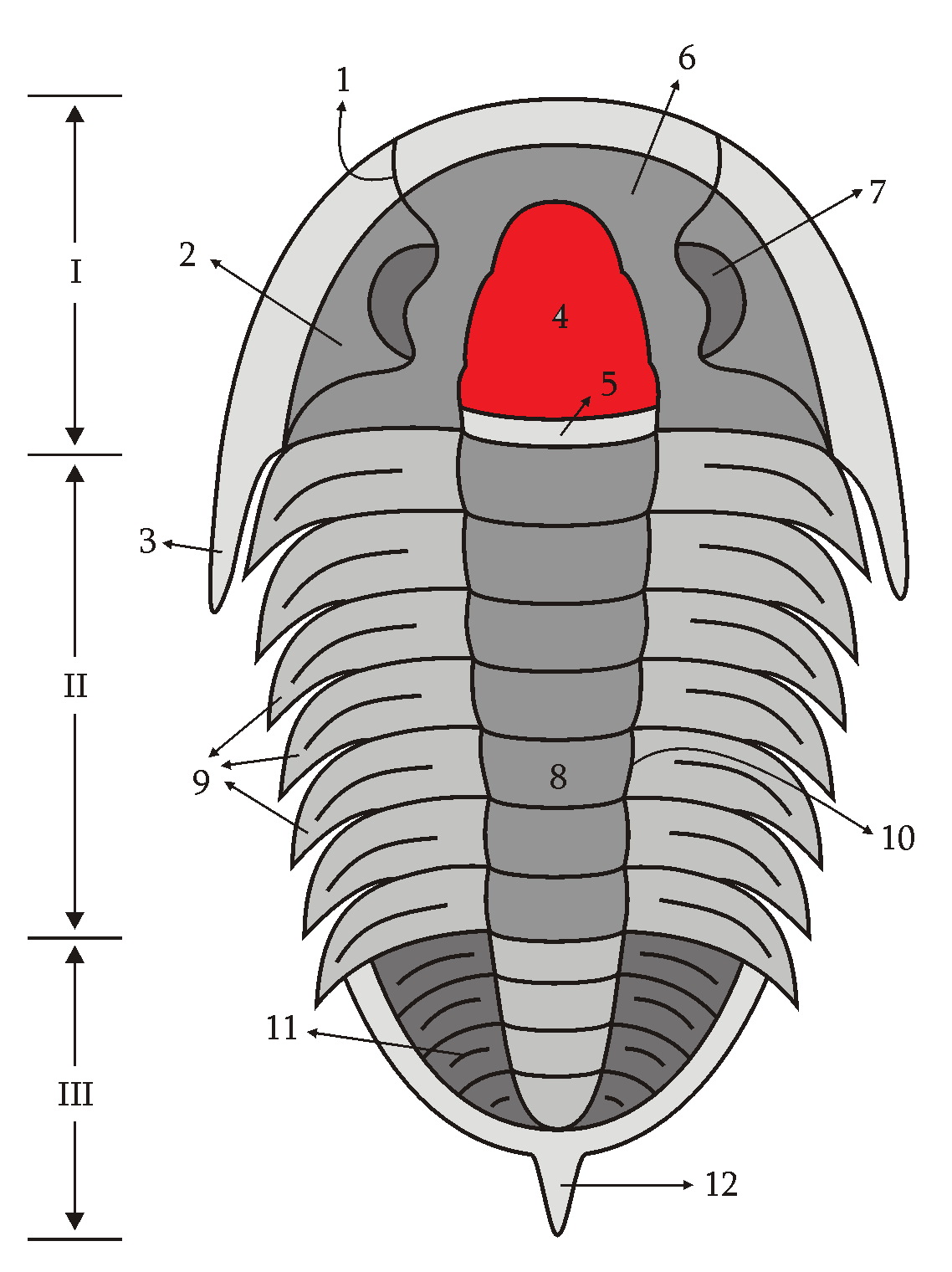
Morfología de un trilobites; el color rojo indica la ubicación de la glabela.